# Bristol Open 1987
Il Bristol Open 1987 è stato un torneo di tennis giocato sull'erba. È stata l'8ª edizione del Bristol Open, che fa parte del Nabisco Grand Prix 1987. Si è giocato a Bristol in Inghilterra, dal 15 al 22 giugno 1987.

## Campioni

### Singolare
Kelly Evernden ha battuto in finale  Tim Wilkison con il punteggio di 6–4, 7–6

### Doppio
Doppio terminato nel 1º turno